# Felipe Aliste Lopes
Felipe Aliste Lopes (Osasco, el 7 d'agost de 1987) és un jugador professional de futbol brasiler que juga per al club alemany Wolfsburg com a defensa central.